# العلاقات الجنوب سودانية الزامبية
العلاقات الجنوب سودانية الزامبية هي العلاقات الثنائية التي تجمع بين جنوب السودان وزامبيا.

## مقارنة بين البلدين
هذه مقارنة عامة ومرجعية للدولتين:
| وجه المقارنة                                              | جنوب السودان                  | زامبيا                         |
| --------------------------------------------------------- | ----------------------------- | ------------------------------ |
| المساحة (كم2)                                             | 619.75 ألف                    | 752.62 ألف                     |
| عدد السكان (نسمة)                                         | 12.58 مليون                   | 17.09 مليون                    |
| الكثافة السكانية (ن./كم²)                                 | 20.3                          | 22.71                          |
| العاصمة                                                   | جوبا                          | لوساكا                         |
| اللغة الرسمية                                             | لغة إنجليزية                  | لغة إنجليزية                   |
| العملة                                                    | جنيه جنوب سوداني، جنيه سوداني | كواشا زامبي، كواشا زامبي قديم ‏ |
| الناتج المحلي الإجمالي (بليون دولار)                      | 2.90 مليار                    | 25.81 مليار                    |
| الناتج المحلي الإجمالي (تعادل القوة الشرائية) بليون دولار | 22.88 مليار                   | 62.18 مليار                    |
| الناتج المحلي الإجمالي الاسمي للفرد دولار أمريكي          | 73                            | 1.30 ألف                       |
| الناتج المحلي الإجمالي للفرد دولار أمريكي                 | 2.02 ألف                      | 3.90 ألف                       |
| مؤشر التنمية البشرية                                      | 0.467                         | 0.586                          |
| رمز المكالمات الدولي                                      | +211                          | +260                           |
| رمز الإنترنت                                              | .ss                           | .zm                            |
| المنطقة الزمنية                                           | ت ع م+03:00                   | ت ع م+02:00                    |

## منظمات دولية مشتركة
يشترك البلدان في عضوية مجموعة من المنظمات الدولية، منها:
| علم المنظمة | اسم المنظمة                               | تاريخ انضمام جنوب السودان | تاريخ انضمام زامبيا |
| ----------- | ----------------------------------------- | ------------------------- | ------------------- |
|             | الاتحاد البريدي العالمي                   | ?                         | ?                   |
|             | يونسكو                                    | 27 أكتوبر 2011            | 9 نوفمبر 1964       |
|             | البنك الدولي للإنشاء والتعمير             | 18 أبريل 2012             | 23 سبتمبر 1965      |
|             | وكالة ضمان الاستثمار متعدد الأطراف        | 18 أبريل 2012             | 6 يونيو 1988        |
|             | البنك الإفريقي للتنمية                    | ?                         | ?                   |
|             | الاتحاد الدولي للاتصالات                  | 3 أكتوبر 2011             | 23 أغسطس 1965       |
|             | مؤسسة التمويل الدولية                     | 18 أبريل 2012             | 23 سبتمبر 1965      |
|             | منظمة الشرطة الجنائية الدولية             | ?                         | ?                   |
|             | الأمم المتحدة                             | 14 يوليو 2011             | 1 ديسمبر 1964       |
|             | الاتحاد الأفريقي                          | ?                         | ?                   |
|             | مؤسسة التنمية الدولية                     | 18 أبريل 2012             | 23 سبتمبر 1965      |
|             | المركز الدولي لتسوية المنازعات الاستشارية | 18 مايو 2012              | 17 يوليو 1970       |

## وصلات خارجية
- موقع وزارة الخارجية الجنوب سودانية